# Jean-Claude de Croisilles
Jean-Claude de Croisilles, seigneur de Bretteville, né le 12 janvier 1654 à Caen où il est mort le 21 janvier 1680, est un philologue français.

## Biographie
Jean-Claude de Croisilles fit de bonnes études et servit, ensuite, durant dix ans comme volontaire dans l’arrière-ban. De retour dans sa patrie, il fut nommé échevin de la noblesse et en soutint les privilèges contre les prétentions du colonel du régiment du roi avec un courage qui déplut à la Cour. Il fut même enfermé au château de Caen, mais il se justifia et recouvra sa liberté. Peu de temps après, il obtint la charge d’avocat du roi, puis celle de président du présidial de Caen.
Par contrat du 18 novembre 1676 il épousa Lucrèce Acher, fille de Jean Acher et d'Hélène de la Ménardière.
Jean-Claude de Croisilles était membre de l’Académie de Caen qui se réunissait chez son beau-frère Segrais époux de Claude Acher, sœur de sa femme. Après la mort de ce dernier, il recueillit les membres de l’Académie naissante et concourut à lui donner des règlements qui obtinrent la sanction royale.
De Touchet fit imprimer son éloge dans les Nouvelles littéraires de Caen. Ses ouvrages n’ont pas été imprimés.